# Code de commerce ottoman
Pour les autres articles nationaux ou selon les autres juridictions, voir Code de commerce.
Le Code de commerce ottoman (en turc ottoman : قانوننامهٔ تجارت ; en turc : Kanunname-i Ticaret) fut promulgué en 1850, « sur le modèle du Code de commerce français de 1807 ».
Il continua à s'appliquer en Syrie jusqu'en 1949.